# 胡福什市镇
胡福什市镇（瑞典語：Hofors kommun）是瑞典中东部耶夫勒堡省的一个市镇。其治所位于胡福什，约有7,400名居民。